# Alexandre de Caumont
Alexandre de Caumont (ou Anissant de Caumont), seigneur de Sainte-Bazeille près de Marmande, est un noble gascon né entre 1290 et 1297 et mort en 1357, qui combat successivement pour les rois de France et d'Angleterre au cours de la première partie de la guerre de Cent Ans.

## Biographie
Alexandre est le fils d'Anissant (II) de Caumont et de sa femme Isabeau de Peberac épousée en 1289.
Il sert le roi de France Philippe VI de 1337 à 1340. Il a peu avant 1320 un conflit sérieux avec Jourdain de l'Isle, co-seigneur de Sainte-Bazeille, qui brûle une de ses maisons. Il rejoint alors le camp anglais pour une raison inconnue. Il reprend son château de Sainte-Bazeille occupé par un capitaine français, et le défend avec succès avec 40 hommes d'armes et 120 piétons lorsque le lieutenant du roi de France Jean de Marigny y met le siège du 23 août au 8 octobre 1342.
En 1345, il est à la bataille d'Auberoche, capitaine de la place assiégée par les Français. L'année d'après, il participe à la défense d'Aiguillon, cernée par l'armée du futur roi Jean II le Bon, alors encore duc de Normandie. Le 16 juin de cette année, il est capturé alors qu'il défend un pont de la ville par un certain Robert d'Angerrand, écuyer tranchant du futur roi,. 
Le 8 avril 1351, il combat à la bataille de Saint-Georges en Saintonge, et peut-être encore à la bataille de Poitiers en 1356, alors qu'il a environ 60 ans.
Alexandre meurt avant le 23 octobre 1357, laissant trois filles de son mariage avec Blanche de La Mothe, fille d'Amanieu de La Mothe, seigneur de Roquetaillade et de Langon : Hélène, qui se marie dans la maison d'Albret, Isabeau et Marguerite.